# Kenia op de Olympische Zomerspelen 1992
Kenia nam deel aan de Olympische Zomerspelen 1992 in Barcelona, Spanje. Het Afrikaanse land eindigde op de 21ste plaats in het medailleklassement, onder meer dankzij de 2 gouden medailles.

## Medailleoverzicht
| Sport    | Olympiër        | Onderdeel              | Medaille |
| -------- | --------------- | ---------------------- | -------- |
| Atletiek | William Tanui   | 800m (m)               | Goud     |
| Atletiek | Matthew Birir   | 3000m steeplechase (m) | Goud     |
| Atletiek | Nixon Kiprotich | 800m (m)               | Zilver   |
| Atletiek | Paul Bitok      | 5000m (m)              | Zilver   |
| Atletiek | Richard Chelimo | 10000m (m)             | Zilver   |
| Atletiek | Patrick Sang    | 3000m steeplechase (m) | Zilver   |
| Atletiek | Samson Kitur    | 400m (m)               | Brons    |
| Atletiek | William Mutwol  | 3000m steeplechase (m) | Brons    |

## Deelnemers en resultaten

### Atletiek
| Olympiër                                                   | Onderdeel              | Resultaat | Prestatie                                                                                             |
| ---------------------------------------------------------- | ---------------------- | --------- | --- |
| Kennedy Ondiek                                             | 100m (m)               | 35e       | serie 8: 4de in 10,60                                                                                 |
| Simon Kipkemboi                                            | 200m (m)               | 45e       | serie 3: 5de in 21,57                                                                                 |
| Kennedy Ondiek                                             | 200m (m)               | 24e       | serie 4: 3de in 21,04 kwartfinale 4: 4de in 20,86                                                     |
| Simon Kemboi                                               | 400m (m)               | 14e       | serie 4: 1ste in 45,84 kwartfinale 1: 4de in 45,40 halve finale 1: 7de in 45,93                       |
| David Kitur                                                | 400m (m)               | 24e       | serie 7: 3de in 46,22 kwartfinale 2: 5de in 46,25                                                     |
| Samson Kitur                                               | 400m (m)               | Brons     | serie 6: 1ste in 45,41 kwartfinale 4: 1ste in 44,66 halve finale 2: 2de in 44,18 finale: 3de in 44,24 |
| Paul Ereng                                                 | 800m (m)               | 13e       | serie 5: 4de in 1.46,65 halve finale 2: 8ste in 1.49,90                                               |
| Nixon Kiprotich                                            | 800m (m)               | Zilver    | serie 6: 1ste in 1.47,45 halve finale 1: 3de in 1.46,02 finale: 2de in 1.43,70                        |
| William Tanui                                              | 800m (m)               | Goud      | serie 4: 1ste in 1.47,02 halve finale 3: 1ste in 1.46,59 finale: 1ste in 1.43,66                      |
| Jonah Birir                                                | 1500m (m)              | 5e        | serie 1: 5de in 3.38,29 halve finale 2: 3de in 3.35,41 finale: 5de in 3.41,27                         |
| Joseph Chesire                                             | 1500m (m)              | 4e        | serie 3: 1ste in 3.44,06 halve finale 1: 3de in 3.39,43 finale: 4de in 3.41,12                        |
| David Kibet                                                | 1500m (m)              | 10e       | serie 4: 1ste in 3.36,32 halve finale 2: 5de in 3.35,82 finale: 10de in 3.42,62                       |
| Paul Bitok                                                 | 5000m (m)              | Zilver    | serie 2: 2de in 13.36,81 finale: 2de in 13.12,71                                                      |
| Dominic Kirui                                              | 5000m (m)              | 14e       | serie 3: 4de in 13.24,21 finale: 14de in 13.45,16                                                     |
| Yobes Ondieki                                              | 5000m (m)              | 5e        | serie 1: 4de in 13.31,88 finale: 5de in 13.17,50                                                      |
| Richard Chelimo                                            | 10000m (m)             | Zilver    | serie 1: 5de in 28.16,39 finale: 2de in 27.47,72                                                      |
| William Koech                                              | 10000m (m)             | 7e        | serie 1: 1ste in 28.06,86 finale: 7de in 28.25,18                                                     |
| Moses Tanui                                                | 10000m (m)             | 8e        | serie 2: 2de in 28.24,07 finale: 8ste in 28.27,11                                                     |
| Erick Keter                                                | 400m horden (m)        | 10e       | serie 3: 1ste in 48,28 halve finale 1: 6de in 49,01                                                   |
| Barnabas Kinyor                                            | 400m horden (m)        | 12e       | serie 7: 3de in 48,90 halve finale 2: 5de in 49,52                                                    |
| Gideon Yego                                                | 400m horden (m)        | 20e       | serie 1: 3de in 49,23                                                                                 |
| Matthew Birir                                              | 3000m steeplechase (m) | Goud      | serie 2: 1ste in 8.23,22 halve finale 1: 1ste in 8.25,55 finale: 1ste in 8.08,84                      |
| William Mutwol                                             | 3000m steeplechase (m) | Brons     | serie 1: 1ste in 8.26,33 halve finale 2: 1ste in 8.19,83 finale: 3de in 8.10,74                       |
| Patrick Sang                                               | 3000m steeplechase (m) | Zilver    | serie 3: 1ste in 8.27,01 halve finale 1: 3de in 8.26,46 finale: 2de in 8.09,55                        |
| Samson Kitur Abednego Matilu Simeon Kipkemboi Simon Kemboi | 4x400m (m)             | DNF       | serie 2: 3de in 2.59,63 'finale: niet gefinisht                                                       |
| Ibrahim Hussein                                            | marathon (m)           | 37e       | 2:19.49                                                                                               |
| Boniface Merande                                           | marathon (m)           | 14e       | 2:15.46                                                                                               |
| Douglas Wakiihuri                                          | marathon (m)           | 36e       | 2:19.38                                                                                               |
| Benjamin Koech                                             | verspringen (m)        | 36e       | kwalificatie: 36ste met 7,44m                                                                         |
| James Sabulei                                              | verspringen (m)        | 33e       | kwalificatie: 33ste met 7,50m                                                                         |
|                                                            |                        |           | |
| Gladys Wamuyu                                              | 800m (v)               | 26e       | serie 5: 6de in 2.03,01                                                                               |
| Susan Sirma                                                | 1500m (v)              | 29e       | serie 1: 10de in 4.17,73                                                                              |
| Esther Kiplagat                                            | 3000m (v)              | 13e       | serie 2: 7de in 8.44,97                                                                               |
| Pauline Konga                                              | 3000m (v)              | 24e       | serie 3: 8ste in 9.02,79                                                                              |
| Jane Ngotho                                                | 3000m (v)              | 23e       | serie 1: 8ste in 9.00,96                                                                              |
| Lydia Cheromei                                             | 10000m (v)             | 30e       | serie 2: 14de in 33.34,05                                                                             |
| Hellen Kimaiyo                                             | 10000m (v)             | 9e        | serie 1: 1ste in 31.58,63 finale: 9de in 31.38,91                                                     |
| Tegla Loroupe                                              | 10000m (v)             | 17e       | serie 2: 7de in 32.34,07 finale: 17de in 32.53,09                                                     |
| Pascaline Wangui                                           | marathon (v)           | 28e       | 2:56.46                                                                                               |

### Boksen
| Olympiër          | Onderdeel | Resultaat | Prestatie                                                                                         |
| ----------------- | --------- | --------- | ------------------------------------------------------------------------------------------------- |
| James Wanene      | -48kg (m) | 17e       | 1ste ronde: V van PHI Velasco: 1-16                                                               |
| Benjamin Ngaruiya | -54kg (m) | 17e       | 1ste ronde: V van MEX Calderón: 4-16                                                              |
| Nick Odore        | -67kg (m) | 9e        | 1ste ronde: W van VEN Guzman: scheidsrechterlijke beslissing 2de ronde: V van THA Chenglai: 10-13 |
| Joseph Akhasamba  | -91kg (m) | 9e        | 1ste ronde: vrij 2de ronde: V van CAN Johnson: scheidsrechterlijke beslissing                     |
| David Anyim       | +91kg (m) | 9e        | 1ste ronde: vrij 2de ronde: V van LTU Juškevičius: scheidsrechterlijke beslissing                 |

### Gewichtheffen
| Olympiër      | Onderdeel | Resultaat | Prestatie                                                      |
| ------------- | --------- | --------- | -------------------------------------------------------------- |
| Abdallah Juma | -60kg (m) | 28e       | trekken: 29ste met 100kg stoten: 28ste met 115kg totaal: 215kg |

### Judo
| Olympiër       | Onderdeel | Resultaat | Prestatie |
| -------------- | --------- | --------- | --- |
| Joseph Momanyi | -65kg (m) | 36e       | 1ste ronde: V van HAI Jean: ippon                                                                                                 |
| Michael Oduor  | -86kg (m) | 13e       | 1ste ronde: vrij 2de ronde: V van POL Legień: ippon herkansingen: V van BUL Filipov: ippon                                        |
| Donald Obwoge  | +95kg (m) | 9e        | 1ste ronde: vrij 2de ronde: V van JPN Ogawa: ippon herkansingen: W van GUM Hussain herkansingen 2: V van BEL Van Barneveld: ippon |

### Schietsport
| Olympiër        | Onderdeel              | Resultaat | Prestatie                          |
| --------------- | ---------------------- | --------- | ---------------------------------- |
| Satiender Sehmi | 50m geweer liggend (m) | 52e       | kwalificatie: 52ste met 579 punten |
| Shuaib Adam     | 50m pistool (m)        | 44e       | kwalificatie: 44ste met 484 punten |
| Shuaib Adam     | 10m luchtpistool (m)   | 45e       | kwalificatie: 45ste met 531 punten |

Albanië · Algerije · Amerikaanse Maagdeneilanden · Amerikaans-Samoa · Andorra · Angola · Antigua en Barbuda · Argentinië · Aruba · Australië · Bahama's · Bahrein · Bangladesh · Barbados · België · Belize · Benin · Bermuda · Bhutan · Bolivia · Bosnië en Herzegovina · Botswana · Brazilië · Britse Maagdeneilanden · Bulgarije · Burkina Faso · Canada · Centraal-Afrikaanse Republiek · Chili · China · Chinees Taipei · Colombia · Congo-Brazzaville · Cookeilanden · Costa Rica · Cuba · Cyprus · Denemarken · Djibouti · Dominicaanse Republiek · Duitsland · Ecuador · Egypte · El Salvador · Equatoriaal-Guinea · Estland · Ethiopië · Fiji · Filipijnen · Finland · Frankrijk · Gabon · Gambia · Gezamenlijk team · Ghana · Grenada · Griekenland · Groot-Brittannië · Guam · Guatemala · Guinee · Guyana · Haïti · Honduras · Hongarije · Hongkong · Ierland · IJsland · India · Indonesië · Irak · Iran · Israël · Italië · Ivoorkust · Jamaica · Japan · Jemen · Jordanië · Kaaimaneilanden · Kameroen · Kenia · Koeweit · Kroatië · Laos · Lesotho · Letland · Libanon · Libië · Liechtenstein · Litouwen · Luxemburg · Madagaskar · Malawi · Malediven · Maleisië · Mali · Malta · Marokko · Mauritanië · Mauritius · Mexico · Monaco · Mongolië · Mozambique · Myanmar · Namibië · Nederland · Nederlandse Antillen · Nepal · Nicaragua · Nieuw-Zeeland · Niger · Nigeria · Noord-Korea · Noorwegen · Oeganda · Oman · Oostenrijk · Pakistan · Panama · Papoea-Nieuw-Guinea · Paraguay · Peru · Polen · Portugal · Puerto Rico · Qatar · Roemenië · Rwanda · Saint Vincent‑Grenadines · Salomonseilanden · Samoa · San Marino · Saoedi-Arabië · Senegal · Seychellen · Sierra Leone · Singapore · Slovenië · Soedan · Spanje · Sri Lanka · Suriname · Swaziland · Syrië · Tanzania · Thailand · Togo · Tonga · Trinidad en Tobago · Tsjaad · Tsjecho-Slowakije · Tunesië · Turkije · Uruguay · Vanuatu · Venezuela · Verenigde Arabische Emiraten · Verenigde Staten · Vietnam · Zaïre · Zambia · Zimbabwe · Zuid-Afrika · Zuid-Korea · Zweden · Zwitserland · Onafhankelijke olympische deelnemers